# Villa Jüdel

Foto von 1893: Die von Hantelmann’sche Villa, ab 1904 Villa Jüdel (vom Löwenwall aus gesehen).

Die Villa Jüdel oder Jüdel-Villa, auch Villa von Hantelmann oder Hantelmannsche Villa, in der Adolfstraße 52 in Braunschweig wurde 1883 nach Plänen des Braunschweiger Architekten Constantin Uhde errichtet. Benannt wurde sie nach Max Jüdel, einem der bedeutendsten Industriellen und Mäzene der Stadt, der das Gebäude der Stadt Braunschweig vermachte. 1944, im Zweiten Weltkrieg wurde die Villa durch einen Bombenangriff zerstört. Heute steht an gleicher Stelle ein anderes Gebäude.

## Geschichte
Die Villa in der, parallel zur Oker verlaufenden Adolfstraße wurde ursprünglich für den Industriellen Oskar Schneider gebaut und befand sich um 1894 im Besitz des Braunschweigischen Kammerherrn und Kammerpräsidenten in Oels Otto von Hantelmann (1835–1905), der sie 1904 an Max Jüdel verkaufte. Jüdel war ein prominentes Mitglied der jüdischen Gemeinde Braunschweigs und einer der bekanntesten Bürger der Stadt.

### Architektur

Ansichtskarte um 1900: Blick über die Oker auf die Hantelmann’sche Villa.

Das zweieinhalbgeschossige Bauwerk wurde von der Firma Fröhlich & Baumkauff errichtet. Die Villa befand sich auf einem großen Grundstück direkt gegenüber dem Löwenwall, südöstlich an der die Stadt umfließenden Oker, „außerhalb“ der Anfang des 19. Jahrhunderts geschleiften Wallanlagen. Das Gelände fällt auf der Gartenseite zum Fluss hin stark ab. Die glatte, aus Siegersdorfer Klinker bestehende Fassade wirkte zur Straßenseite nüchtern kubisch, die zur Oker zeigende Fassade hingegen war reich im florentinischen Stil verziert. Durch breite Eck- und Mittel-Lisenen war das Gebäude dreifach unterteilt.
Der Hauseingang befand sich auf der Seite. Das Erdgeschoss stand auf einem bossierten Sockel aus rotem Sandstein. Das Mauerwerk bestand aus abwechselnd rot- und gelbfarbigen Ziegelbändern. Im Vergleich zum Obergeschoss wirkte es gedrungen. Dieses Obergeschoss wiederum wirkte zusammen mit dem darüber liegenden Mezzaningeschoss durch schmalere Ziegelbänder und Rundbogenfenster deutlich höher. Am Hauptgeschoss war ein Muster aus grotesken Ornamenten angebracht. Den Abschluss nach oben bildete ein auskragendes Haupt-Gesims mit doppelten Sparrenköpfen. Das Kellergeschoss, das als einziges noch erhalten ist, hat eine Kappendecke.
Die Gartenseite ging mit dem Blick über die Oker hinweg direkt auf den Monumentplatz, ab 1904 Löwenwall genannt. Auf dieser Seite befanden sich eine große Freitreppe, Türme, Risalite und Anbauten an das Hauptgebäude. Der Garten verlief terrassenförmig bis zum Fluss hinab.

### Testamentarische Verfügung
Max Jüdel war alleinstehend und ohne Nachkommen. Deshalb vermachte er seinen Besitz vollständig der Stadt Braunschweig – darunter auch die Villa. Aus diesem Nachlass ging am 15. Juni 1911 die Jüdelstiftung hervor. Jüdel verband sein Vermächtnis bzgl. des Gebäudes mit einer Nutzungsauflage: Die Villa sollte den Oberbürgermeistern der Stadt Braunschweig als Dienstwohnung zur Verfügung gestellt werden.

### Dienstvilla des Braunschweiger Oberbürgermeisters
Von 1911 bis Ende März 1933 bewohnten die Oberbürgermeister Hugo Retemeyer, Paul Trautmann und Ernst Böhme das Gebäude.

### Zeit des Nationalsozialismus und Zerstörung
Der letzte, frei und demokratisch gewählte Oberbürgermeister, der die Villa bewohnte, war der SPD-Politiker Ernst Böhme. Nach der „Machtergreifung“ des NS-Regimes am 30. Januar 1933 wurde Böhme am 13. März auf Anweisung des Braunschweigischen NSDAP-Innenministers und späteren Ministerpräsidenten des Freistaates Braunschweig, Dietrich Klagges, des Amtes enthoben. Am 25. März stürmten Angehörige der SS Böhmes Wohnung in der Adolfstraße und misshandelten ihn schwer; anschließend wurde er in „Schutzhaft“ genommen.
Fortan bewohnten zunächst verschiedene NS-Parteimitglieder und SS-Angehörige das Gebäude. Zwischen Ende 1935 und Frühjahr 1936 benannten die Braunschweiger Nationalsozialisten die Adolfstraße in Wilhelm-Friedrich-Loeper-Straße um. Wilhelm Friedrich Loeper, war NSDAP-Politiker, Reichsstatthalter in Braunschweig und Gauleiter des Gaues Magdeburg-Anhalt gewesen. Er war am 23. Oktober 1935 an den Folgen einer Krebserkrankung gestorben.
Ab ca. Mitte 1939 befanden sich in der Villa, neben dem Gebäude Leopoldstraße 24/25, das als Zentrale der Geheime Staatspolizei (Gestapo) Braunschweig diente, zwei Gestapo-Dienststellen – die Abteilung I „Verwaltung“, mit dem Leiter Polizeirat Ludwig Beckers (* 1902) und die Abteilung III „Abwehr“, mit SS-Untersturmführer Albert Meyer (* 1889) und SS-Obersturmführer Eugen Wörner (* 1912).
In der Endphase des Zweiten Weltkrieges wurde das Gebäude 1944 durch einen alliierten Bombenangriff weitestgehend zerstört und die Reste – bis auf das Kellergeschoss – abgerissen. Über dem Keller wurde nach Plänen des Braunschweiger Architekten Hannes Westermann ein Mehrfamilienhaus errichtet.

## Gedenken
Am 28. Januar 2015 stellten die Stadt Braunschweig und die Bürgerstiftung Braunschweig zwei BLIK-Tafeln zum Gedenken an Ernst Böhme und Max Jüdel vor dem Haus Adolfstraße 52 auf.